# Moncton Wildcats
Moncton Wildcats je kanadský juniorský klub ledního hokeje, který sídlí v Monctonu v provincii Nový Brunšvik. Od roku 1995 působí v juniorské soutěži Quebec Major Junior Hockey League. Své domácí zápasy odehrává v hale Moncton Coliseum s kapacitou 6 554 diváků. Klubové barvy jsou červená, bílá, modrá a zlatá.
Nejznámější hráči, kteří prošli týmem byli např.: Brad Marchand, Adam Pineault, Jevgenij Arťuchin, François Beauchemin, Patrick Thoresen, Corey Crawford, Dmitrij Jaškin, Keith Yandle, Martin Bartek, Dmitrij Kalinin, Johnny Oduya, Louis Domingue nebo Marek Hrivík.

## Historické názvy
Zdroj: 
- 1995 – Moncton Alpines
- 1996 – Moncton Wildcats

## Úspěchy
- Vítěz QMJHL ( 2× )
  - 2005/06, 2009/10

## Přehled ligové účasti
Zdroj: 
- 1995–1999: Quebec Major Junior Hockey League (Diliova divize)
- 1999–2000: Quebec Major Junior Hockey League (Námořní divize)
- 2000–2001: Quebec Major Junior Hockey League (Atlantická divize)
- 2001–2003: Quebec Major Junior Hockey League (Námořní divize)
- 2003–2005: Quebec Major Junior Hockey League (Atlantická divize)
- 2005–2008: Quebec Major Junior Hockey League (Východní divize)
- 2008–2010: Quebec Major Junior Hockey League (Atlantická divize)
- 2010– : Quebec Major Junior Hockey League (Námořní divize)